# Přepeře (okres Mladá Boleslav)
Obec Přepeře se nachází v okrese Mladá Boleslav ve Středočeském kraji, asi sedmnáct kilometrů severovýchodně od Mladé Boleslavi. Žije zde 117 obyvatel.

## Historie
Historie obce Přepeře sahá do roku 1457. Obec Přepeře byla malou vískou, která měla 10–15 stavení. V roce 1736 je uváděno 40 popisných čísel. Pravděpodobně v obci stála tvrz, která však zanikla. K povinnostem přepeřských lidí patřila robota na polích, ale i sklizeň konopí a též česání chmele. V 17. století část vsi patřila ke kosteckému panství a druhá — jedna větší chalupa a šest malých — měli v držení Valdštejnové, kteří sídlili v Mnichově Hradišti.

### Územněsprávní začlenění
Dějiny územněsprávního začleňování zahrnují období od roku 1850 do současnosti. V chronologickém přehledu je uvedena územně administrativní příslušnost obce v roce, kdy ke změně došlo:
- 1850 země česká, kraj Jičín, politický okres Jičín, soudní okres Sobotka[4]
- 1855 země česká, kraj Mladá Boleslav, soudní okres Sobotka[4]
- 1868 země česká, politický okres Jičín, soudní okres Sobotka[4]
- 1939 země česká, Oberlandrat Jičín, politický okres Jičín, soudní okres Sobotka[5]
- 1942 země česká, Oberlandrat Hradec Králové, politický okres Jičín, soudní okres Sobotka[6]
- 1945 země česká, správní okres Jičín, soudní okres Sobotka[7]
- 1949 Liberecký kraj, okres Mnichovo Hradiště[8]
- 1960 Středočeský kraj, okres Mladá Boleslav[9]

## Doprava
Obcí prochází silnice II/268 Mimoň – Mnichovo Hradiště – Přepeře – Horní Bousov. Ve vzdálenosti 0,5 km lze najet na silnici I/16 Mělník – Mladá Boleslav – Jičín. Po hranici území obce prochází silnice II/279 Svijany – Dolní Bousov – Mcely.
Železniční trať ani stanice na území obce nejsou. Nejblíže obci je železniční stanice Dolní Bousov ve vzdálenosti 4 km ležící na trati 064 z Mladé Boleslavi do Staré Paky a na trati 063 z Bakova nad Jizerou do Dolního Bousova.
V obci měly zastávku v květnu 2011 autobusové linky jedoucí do těchto cílů: Jičín, Libáň, Mladá Boleslav, Mnichovo Hradiště, Sobotka.

## Pamětihodnosti
- Usedlost čp. 45